# Dominik Jaglarski
Dominik Jaglarski (ur. 20 czerwca 1997) – polski siatkarz, grający na pozycji libero. W 2018 roku podpisał kontrakt z ONICO Warszawa występującym w PlusLidze.

## Sukcesy klubowe
PlusLiga:
- 2019

I liga:
- 2021